# Поджо-а-Кайано
Поджо-а-Кайано (итал. Poggio a Caiano) — коммуна в итальянской провинции Прато, в 9 км к югу от города Прато. Население — 10 193 человек(31-5-2019), плотность населения 1 707,37 чел./км². Занимает площадь 5,97 км². Почтовый индекс — 59016. Телефонный код — 055.
Покровительницей коммуны почитается Дева Мария Розария, празднование 7 октября.
Селение Поджо-а-Кайано выросло вокруг виллы Медичи — Виллы Поджо-а-Кайано, которую с 1485 года строил для герцога Лоренцо Великолепного живописец и архитектор Джулиано да Сангалло.
В Поджо-а-Кайано функционирует музей натюрморта.